# Трајко Вељаноски
Трајко Вељаноски (2. новембар 1962) је македонски политичар и бивши председник Собрања Северне Македоније.
Рођен је 2. новембра 1962. године, а дипломирао је права на Универзитету Св. Кирил и Методиј, ради као адвокат од 1999. године. Политиком се бави од 1993. године, када је приступио странци ВМРО-ДПМНЕ. После избора 2008. године постао је председник македонског парламента. Ожењен је и има сина и ћерку.